# 四茂铀
四茂铀，化学式 U(C5H5)4，简称 U(Cp)4，是一种有机铀化合物，由四个茂基和一个铀原子组成。

## 制备和性质
四茂铀于1962年由恩斯特·奥托·菲舍尔首次制备，他使四氯化铀与过量的环戊二烯钾在苯中反应，并以6％的产率获得了红色晶体：
UCl4 + 4 KCp → U(Cp)4 + 4 KCl
U(Cp)4 固体对空气稳定，但是苯溶液对空气非常敏感。
用铀金属还原 U(Cp)4 可以得到三茂铀，化学式 U(Cp)3。